# 紐約地鐵W線
W線百老匯慢車（英語：Broadway Local），又稱紐約地鐵W線，是美國紐約地鐵B分部的地鐵系統。由於該線在曼哈頓使用BMT百老匯線，因此其路線徽號為黃色。
W線只在平日營運，深夜時不營運，來往阿斯托利亞的阿斯托利亞-迪特馬斯林蔭路與曼哈頓下城的白廳街-南碼頭，停靠全線所有車站，繁忙時段有限度服務以格雷夫森德的86街，在布魯克林停靠所有車站。
2001年7月22日加入，W線任何時候都營運，在布魯克林的BMT西城線和BMT第四大道線前往康尼島-斯提威爾大道。此線在2004年截成現時的營運模式，直至2010年6月25日直至大都會運輸署財政危機而取消。2016年5月23日，MTA宣佈在2016年11月7日恢復此線，使用原初的標誌和走線，以彌補第二大道線通車後的營運模式。

## 歷史
W線於2001年6月22日開始營運，行駛B線因曼哈頓橋關閉重建而停駛的區域。尖峰與中午時段往返皇后區迪特馬士大道-阿斯托利亞車站與科尼島-斯提威爾大道車站之間，於皇后區行駛尖峰快車、曼哈頓34街-赫拉德廣場車站與布魯克林36街車站之間行快車，其他路線行慢車；平日夜晚曼哈頓36街車站以北行快車、以南行慢車；週末時自太平洋街車站發車，行車模式與平日夜晚同；凌晨行駛接駁服務往返36街與科尼島-斯提威爾大道車站之間。
2001年911事件後，因N線停駛，W線列車於非凌晨時段往返迪特馬士大道-阿斯托利亞車站與科尼島-斯提威爾大道車站之間，以36街為劃分，以北為快車、以南為慢車；凌晨則分為兩區間：阿斯托利亞-迪特馬士大道車站至34街-赫拉德廣場車站，及36街車站至科尼島-斯提威爾大道車站。於10月28日恢復正常營運。
面對許多抱怨，紐約地鐵於2002年1月15日調整W線列車全天於BMT阿斯托利亞線營運。同年9月8日科尼島-斯提威爾大道車站關閉重建，但BMT西側線月台仍有營運，W線調整為全天營運。
2004年2月22日曼哈頓橋北邊軌道重啟，W線調整為週一至週五自迪特馬士大道-阿斯托利亞車站駛往白廳街車站，布魯克林部份改由D線行駛。
2010年3月24日，紐約大都會運輸署宣布W線由於資金不足而作廢，由N線和Q線取代其原先服務。W線於該年6月25日星期五進行最後一次運行，當天的最後一班開往阿斯托利亞-迪特馬士大道站列車於22時50分離開白廳街-南碼頭站。
2016年2月19日，紐約大都會運輸署宣布W線將於2016年秋季重新投入服務，取代由BMT阿斯托利亞線改道至2大道線的Q線在皇后區的服務。

## 路線

### 服務形式
以下表格顯示W線所使用路線，特定時段在有陰影的格的路段內營運
| 路線                    | 起點                      | 終點            | 軌道 | 時段 | 時段       |
| 路線                    | 起點                      | 終點            | 軌道 | 平日 | 繁忙時段   |
| ----------------------- | ------------------------- | --------------- | ---- | ---- | ---------- |
| BMT阿斯托利亞線（全線） | 阿斯托利亞-迪特馬斯林蔭路 | 皇后區廣場      | 慢車 |      |            |
| 60街隧道                | 60街隧道                  | 60街隧道        | 全部 |      |            |
| BMT百老匯線（全線）     | 萊辛頓大道／59街          | 堅尼街          | 慢車 |      |            |
| BMT百老匯線（全線）     | 市政府                    | 白廳街-南碼頭   | 全部 |      |            |
| 蒙塔格街隧道            | 蒙塔格街隧道              | 蒙塔格街隧道    | 全部 |      | 有限度服務 |
| BMT第四大道線           | 法庭街                    | 傑伊街-都會科技 | 全部 |      | 有限度服務 |
| BMT第四大道線           | 德卡爾布大道              | 59街            | 慢車 |      | 有限度服務 |
| BMT海灘線               | 第八大道                  | 86街            | 慢車 |      | 有限度服務 |

### 車站
更詳細的車站列表參見上方列出的路線。
| 車站服務圖例             | 車站服務圖例                       |
| ------------------------ | ---------------------------------- |
| 任何時候停站             | 任何時候停站                       |
| 任何時候停站（深夜除外） | 任何時候停站（深夜除外）           |
| 僅平日停站               | 僅平日停站                         |
| 僅繁忙時段的尖峰方向停站 | 僅時段的方向停站                   |
| 僅繁忙時段停站           | 僅繁忙時段停站（有限度服務不顯示） |
| 時段資料                 |                                    |
|                          |                                    |
| 無障礙設施               | 車站符合ADA標準                    |
| ↑                        | 車站在指定方向符合ADA標準          |
| ↓                        | 車站在指定方向符合ADA標準          |
|                          | 升降機只到夾層                     |

| W線列車                                               | 中文站名                  | 英文站名 | 無障礙設施     | 轉乘 | 連接及備註                                         |
| ----------------------------------------------------- | ------------------------- | -------- | -------------- | --- | -------------------------------------------------- |
| 皇后區                                                |                           |          |                | |                                                    |
| 阿斯托利亞線                                          |                           |          |                | |                                                    |
| 僅平日停站                                            | 阿斯托利亞-迪特馬斯林蔭路 |          |                | N |                                                    |
| 僅平日停站                                            | 阿斯托利亞林蔭路          |          |                | N | M60選擇巴士服務往拉瓜迪亞機場                      |
| 車站已關閉                                            | 30大道                    |          |                | N | 車站作為增進車站倡議而關閉翻新直至2018年春天。     |
| 僅平日停站                                            | 百老匯                    |          |                | N |                                                    |
| 車站已關閉                                            | 36大道                    |          |                | N | 車站作為增進車站倡議而關閉翻新直至2018年春天。     |
| 僅平日停站                                            | 39大道                    |          |                | N |                                                    |
| 僅平日停站                                            | 皇后區廣場                |          |                | N 7 <7> （IRT法拉盛線）                                                                                                  |                                                    |
| 曼哈頓                                                |                           |          |                | |                                                    |
| 百老匯線                                              |                           |          |                | |                                                    |
| 僅平日停站                                            | 萊辛頓大道／59街          |          |                | N R 4 5 6 <6> （IRT萊辛頓大道線） MetroCard出站轉乘：F <F> N Q R （63街線，萊辛頓大道-63街）                             | 羅斯福島纜車                                       |
| 僅平日停站                                            | 第五大道／59街            |          |                | N R |                                                    |
| 僅平日停站                                            | 57街-第七大道             |          | 升降機只到夾層 | N Q R |                                                    |
| 僅平日停站                                            | 49街                      |          | ↑              | N R | 車站僅北行可無障礙通行                             |
| 僅平日停站                                            | 時報廣場-42街             |          | 無障礙設施     | N Q R 1 2 3 （IRT百老匯-第七大道線） 7 <7> （IRT法拉盛線） S （42街接駁線） A C E （IND第八大道線，42街-港務局客運總站） | 紐新航港局客運總站                                 |
| 僅平日停站                                            | 34街-先驅廣場             |          | 無障礙設施     | N Q R B D F <F> M （IND第六大道線）                                                                                      | M34/M34A選擇巴士服務 PATH，33街                    |
| 僅平日停站                                            | 28街                      |          |                | R |                                                    |
| 僅平日停站                                            | 23街                      |          |                | R | M23選擇巴士服務                                    |
| 僅平日停站                                            | 14街-聯合廣場             |          | 無障礙設施     | N Q R L （BMT卡納西線） 4 5 6 <6> （IRT萊辛頓大道線）                                                                    |                                                    |
| 僅平日停站                                            | 第八街-紐約大學           |          |                | R |                                                    |
| 僅平日停站                                            | 王子街                    |          |                | R |                                                    |
| 僅平日停站                                            | 堅尼街                    |          | 升降機只到夾層 | N Q R 6 <6> （IRT萊辛頓大道線） J Z （BMT納蘇街線）                                                                      | 繁忙時段部分北行列車自此站起載                     |
| 僅平日停站                                            | 市政府                    |          |                | R |                                                    |
| 僅平日停站                                            | 科特蘭街                  |          | 無障礙設施     | R 2 3 （IRT百老匯-第七大道線，公園廣場） A C （IND第八大道線，錢伯斯街） E （IND第八大道線，世界貿易中心）               | PATH，世界貿易中心                                 |
| 僅平日停站                                            | 雷克托街                  |          |                | R |                                                    |
| 僅平日停站                                            | 白廳街-南碼頭             |          | 升降機只到夾層 | R 1 （IRT百老匯-第七大道線）                                                                                             | M15選擇巴士服務 史泰登島渡輪，白廳碼頭             |
| 布魯克林                                              |                           |          |                | |                                                    |
| 蒙塔格街支線（繁忙時段有限度服務來往格雷夫森德-86街） |                           |          |                | |                                                    |
| 僅繁忙時段停站（有限度服務）                          | 法庭街                    |          | 升降機只到夾層 | R 2 3 （IRT百老匯-第七大道線），區公所 4 5 （IRT東公園道線），區公所                                                     |                                                    |
| 僅繁忙時段停站（有限度服務）                          | 傑伊街-都會科技           |          | 無障礙設施     | R A C F <F> （IND福爾頓街線及IND卡爾弗線）                                                                               |                                                    |
| 僅繁忙時段停站（有限度服務）                          | 德卡爾布大道              |          | 無障礙設施     | B Q R |                                                    |
| 第四大道線                                            |                           |          |                | |                                                    |
| 僅繁忙時段停站（有限度服務）                          | 大西洋大道-巴克萊中心     |          | 無障礙設施     | D N R B Q （BMT布萊頓線） 2 3 4 5 （IRT東公園道線）                                                                      | 長島鐵路大西洋支線，大西洋總站                     |
| 僅繁忙時段停站（有限度服務）                          | 聯合街                    |          |                | R |                                                    |
| 僅繁忙時段停站（有限度服務）                          | 第九街                    |          |                | R F G （IND卡爾弗線，第四大道）                                                                                          |                                                    |
| 僅繁忙時段停站（有限度服務）                          | 展望大道                  |          |                | R |                                                    |
| 僅繁忙時段停站（有限度服務）                          | 25街                      |          |                | R |                                                    |
| 僅繁忙時段停站（有限度服務）                          | 36街                      |          |                | D N R |                                                    |
| 僅繁忙時段停站（有限度服務）                          | 45街                      |          |                | R |                                                    |
| 僅繁忙時段停站（有限度服務）                          | 53街                      |          |                | R |                                                    |
| 僅繁忙時段停站（有限度服務）                          | 59街                      |          |                | N R |                                                    |
| 海灘線                                                |                           |          |                | |                                                    |
| 僅繁忙時段停站（有限度服務）                          | 第八大道                  |          |                | N Q |                                                    |
| 僅繁忙時段停站（有限度服務）                          | 漢密爾頓堡公園道          |          |                | N Q | 海灣公園道方向列車因翻新不停靠此站直至2018年秋天。 |
| 僅繁忙時段停站（有限度服務）                          | 新烏德勒支大道            |          |                | N Q D （BMT西城線，62街）                                                                                                | 海灣公園道方向列車因翻新不停靠此站直至2018年秋天。 |
| 僅繁忙時段停站（有限度服務）                          | 18大道                    |          |                | N Q | 海灣公園道方向列車因翻新不停靠此站直至2018年秋天。 |
| 僅繁忙時段停站（有限度服務）                          | 20大道                    |          |                | N Q | 海灣公園道方向列車因翻新不停靠此站直至2018年秋天。 |
| 僅繁忙時段停站（有限度服務）                          | 海灣公園道                |          |                | N Q | 海灣公園道方向列車因翻新不停靠此站直至2018年秋天。 |
| 僅繁忙時段停站（有限度服務）                          | 金斯公路                  |          |                | N Q | 海灣公園道方向列車因翻新不停靠此站直至2018年秋天。 |
| 僅繁忙時段停站（有限度服務）                          | U大道                     |          |                | N Q | 海灣公園道方向列車因翻新不停靠此站直至2018年秋天。 |
| 僅繁忙時段停站（有限度服務）                          | 86街                      |          |                | N Q | 海灣公園道方向列車因翻新不停靠此站直至2018年秋天。 |

## 備註
1. ↑  Grynbaum, Michael M. . New York Times. May 10, 2010  [October 30, 2016]. （原始内容存档于2021-04-24）.
2. ↑  Spivack, Caroline. . Brooklyn Paper. January 10, 2017  [April 18, 2017]. （原始内容存档于2019-08-26）.
3. ↑  . www.thejoekorner.com.   [November 6, 2016]. （原始内容存档于2021-04-10）.
4. 1 2   (PDF). New York City Transit Authority. July 29, 2016  [August 19, 2016]. （原始内容 (PDF)存档于2016-10-10）.
5. ↑  . railfanwindow.com. New York City Transit Authority. 1979  [November 8, 2016]. （原始内容存档于2017-07-28）.
6. ↑  
  -  (PDF). mta.info. Metropolitan Transportation Authority. February 20, 2016  [February 21, 2016]. （原始内容 (PDF)存档于2016-03-02）.
7. ↑  Kabak, Benjamin. . Second Ave. Sagas.   [February 19, 2016]. （原始内容存档于2021-01-28）.
8. ↑  Martinez, Jose. . TWC News NY1. February 19, 2016  [February 19, 2016]. （原始内容存档于2018-07-03）.
9. ↑  Lam, Katherine. . PIX11. October 23, 2016  [October 24, 2016]. （原始内容存档于2020-09-30）.
10. ↑   (PDF). 大都會運輸署. 2019年9月  [2019-09-22].

## 外部連結
- MTA NYC Transit - 路線介紹（英文）
- W線歷史（英文）
- MTA NYC Transit - W線時刻表（PDF）（英文）